# Groede
Groede es una localidad del municipio de Esclusa, en la provincia de Zelanda (Países Bajos).
Tuvo municipio propio hasta 1970.